# Romuli, Bistrița-Năsăud
Romuli , Strâmba - denumirea veche, (în maghiară: Romoly) este satul de reședință al comunei cu același nume din județul Bistrița-Năsăud, Transilvania, România.

## Nume
"Cu ocaziunea uneia din călătoriile sale în Ardeal, împăratul Iosif al II-lea (1773, 1783 și 1786) încredințându-se că Românii sunt latini a exclamat: <<Salve parva nepos Romuli>> — adică <<mântuit să fii micule nepot a lui Romul>> exclamațiune pe care marele filoromân maiorul Cosimelli a eternizat-o, numind satul Lunca Vinului: Parva; satul Vărarea: Nepos; satul Strâmba: Romuli; iar satul Salva, de lângă Năsăud, cu acest nume existând încă din vechime".

## Așezare
Localitatea Romuli se află situată la limita nordică a județului Bistrița Năsăud, graniță cu județul Maramureș, la o distanță de 15 km sud față de localitatea Săcel, Maramureș și 17 km nord față de satul Telciu, din județul Bistrița-Năsăud, între Munții Pietrosu, Rodnei și Munții Țibleș

## Personalități
Antonio Cosimelli, născut la Roma, pe la 1762 era căpitan în Regimentul al II-lea român de graniță de la Năsăud. A rămas în amintirea grănicerilor ca un mare binefăcător al populației române din regiune. în1785 a ieșit la pensie cu grad de vicecolonel. A fost însărcinat cu cercetarea și delimitarea teritoriilor satelor grănicerești față de acelea care aparțineau autonomiei săsești de la Bistrița. A scris la 1768 "Poemation de secunda legione valachica", odă în limba latină în care printre altele face fine observații asupra temperamentului și obiceiurile românilor.

## Economie
Activitatea specifică zonei este exploatarea și prelucrarea primară a lemnului, agricultura prin cultura plantelor și creșterea animalelor precum și comerțul cu produse agricole și agroturismul.

## Obiective turistice
- Traseul turistic "Pietrosul Rodnei"
- Rezervație naturală "Zăvoaiele Borcutului"
- Parcul național Munții Rodnei
- Traseul turistic "Drumul Verde"

În zona localității Romuli calea ferată traversează mai multe viaducte oferind un peisaj pitoresc renumit printre pasionații de turism feroviar.